# كارل داديشس
كارل داديشس (بالألمانية: Karl Dedecius)‏ (و. 1921 – 2016 م) هو لغوي، وكاتب، ومترجم من ألمانيا . ولد في وودج .
توفي في فرانكفورت .

## جوائز
حصل على جوائز منها:
- جائزة السلام الألمانية لتجارة الكتب (7 أكتوبر 1990)
- Hessian Order of Merit
- Samuel-Bogumil-Linde prize
- Grand Cross of the Order of Merit of the Federal Republic of Germany with Star
- ترتيب النسر الأبيض.

## روابط خارجية
- كارل داديشس على موقع مونزينجر (الألمانية)
- كارل داديشس على موقع ديسكوغز (الإنجليزية)